# 新不列颠岛战役
新不列颠岛战役（英语：New Britain campaign）是第二次世界大战太平洋战争期间，同盟国与大日本帝国在新不列颠岛进行的战役。这场战役是盟军于1943年末发起的一次大规模进攻的一部分，其旨在消灭日军在新不列颠岛首府拉包尔的重要基地，于1943年12月至1945年8月战争结束之间分两个阶段进行。
战斗最初于1943年12月至1944年1月在新不列颠岛的西端发生，美军在阿拉威和格洛斯特角附近登陆并稳固了当地的基地。随后在1944年3月进一步在塔拉西登陆，此后岛上的地面部队参与了少量战斗。1944年10月，澳大利亚陆军第5师接手美军，于次月在雅克诺特湾登陆，然后开始了有限度的攻势，以确保守住宽湾和露天湾之间横跨全岛的防御线，并在战役的剩余时间中将防御线之后的大量日军优势兵力成功遏制。日本人将新不列颠战役视为拖延行动，并把他们的部队集中在拉包尔附近以防备盟军的地面攻击，但其从未发生。
历史学家认为，新不列颠岛战役对盟军来说是成功的。但是一些人质疑这一战役的必要性。此外，1944年10月至战争结束之间，为支持岛上战役而分配的空中和海军支援非常有限，这遭到了澳大利亚历史学家的批评。 

## 背景

### 地理
新不列颠岛是新几内亚岛东北部的一个月牙形岛屿。它长约595千米（370英里），宽度从30千米（19英里）到100千米（62英里）不等；这使其成为俾斯麦群岛中最大的岛屿。新不列颠岛的内陆崎岖不平，在岛屿的大部分长度上，都有超过1800米（5900英尺）高的火山山脉。岛上的海岸被许多海湾分隔开。
新不列颠岛为热带气候。在第二次世界大战时，岛上的山脉被雨林所覆盖。将岛上大部分地区环绕的沿海平原被茂密的丛林所覆盖。新不列颠岛上的大多数海滩其后都有森林沼泽，大量的河流和溪流从高山流向大海。所有这些特征使得军事部队在新不列颠岛的行动难度大大增加。适合两栖作战的地点数量也被覆盖岛上大部分海岸线的珊瑚礁限制了。
截至1940年，该岛的估计人口中，新几内亚人超过101,000，欧洲人和亚洲人超过4,674。位于新不列颠东北海岸的拉包尔是该岛上的主要定居点，也是俾斯麦群岛中最大的定居点。自1914年澳大利亚军队从德国夺取该地区以来，该镇就一直是澳大利亚管理的新几内亚领地的首府。

### 日军攻占

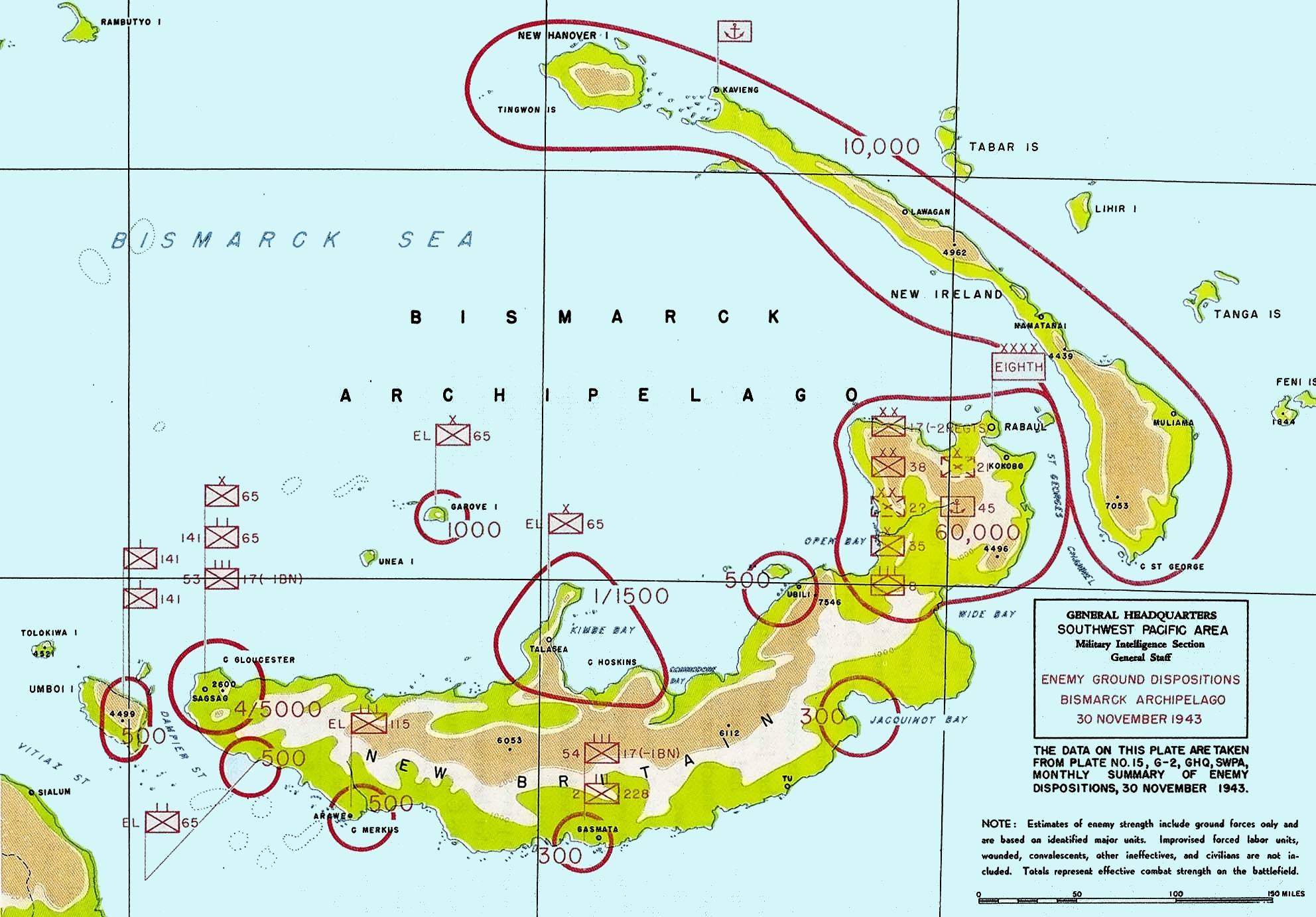
1943年11月，日军在新不列颠岛及附近诸岛上的军力部署

作为其攻占拉包尔计划的一部分，日军在1942年1月攻占新不列颠岛，在拉包尔战役中迅速战胜了澳大利亚的小型驻军。日军进行这次入侵的目的是阻止盟军利用拉包尔攻击自己在中太平洋丘克群岛上的重要基地，同时占领该城镇有利于日军支持其该地区开展潜在的进一步进攻。虽然数百名澳大利亚士兵和飞行员设法逃脱并在2月至5月之间撤离，但约有900人成为战俘并受到了残酷的处置。被日本俘虏的500名欧洲平民被拘禁。1942年7月1日，日军辅助舰蒙得维的亚丸号在前往日本的途中被一艘美国潜艇用鱼雷击沉，造成船上在新不列颠被俘并计划运往日本本土的849名战俘和208名平民死亡。其余大多数欧洲被拘禁者被运送到所罗门群岛，在那里他们由于条件恶劣而死亡。
日本当局采取了澳大利亚所使用的，通过村长负责管理该岛的制度，许多村庄选择向日本效忠，以求生存或与其他团体抗衡。拒绝与日本合作的几位酋长受到严酷的惩罚，其中有几位被杀。虽然欧洲妇女和儿童在战前已被撤离到澳大利亚，但没有协助亚洲人离开。华裔群体担心自己会像太平洋其他地区那样遭到日军的屠杀，但这没有发生。即便如此，男人还是被强迫劳动，一些妇女被强奸，在某些情况下被迫成为慰安妇。
入侵之后，日本人在拉包尔建立了一个大型基地。该镇附近的设施从1942年初起开始遭到盟军的空中部队的袭击，但这些行动通常都没有成功。到了1943年中，在拉包尔已建立了由4个机场组成的网络，在其防护性护岸内可容纳265架战斗机和166架轰炸机。在不受保护的停机区中也可以容纳更多的飞机。以这些设施为基地的飞机用于在新几内亚和所罗门群岛对付盟军。该镇还发展成为一个主要港口，拥有大量的码头和船舶维修设施。大量的物资储存在拉包尔及其周围的仓库和露天临时存放处中。在新不列颠岛上建造的其他日军设施很少，但在该岛南海岸的加斯玛塔开发了一个先行机场。日军和澳大利亚人在新不列颠岛的其他地方都保有小型的海岸观察员组。澳方是平民，在入侵后自愿留在岛上。
1943年，同盟国情报局（AIB）的一小队成员，包括澳大利亚和新几内亚部队人员组成的队伍登陆了新不列颠岛。情报局部队试图搜集情报，重新确立澳大利亚主权，并营救被击落的盟军飞行员。日本人试图追捕盟军的海岸观察员和同盟国情报局的巡逻队，并残忍处置协助他们的平民。情报局还训练和装备了新几内亚人担任游击队，从而成功地对日本驻军进行了低强度攻势。但是，由于游击队会袭击那些他们认为与日军合作的村庄，使得一些部落间发生冲突。